# Yellow Magic Orchestra
Yellow Magic Orchestra byla japonská elektronická hudební skupina, založená v roce 1978. Yellow Magic Orchestra se skládala z Haruomi Hosona (細野晴臣), Jukihira Takahašiho (高橋幸宏) a Rjúičiho Sakamota (坂本龍一).

## Diskografie

### Alba
- Yellow Magic Orchestra 1978
- Solid State Survivor, 1979
- Multiple (minialbum) 1980
- BGM, 1981
- Technodelic, 1981
- Naughty Boys, 1983
- Naughty Boys Instrumental, 1983
- Service, 1983
- Technodon, 1993